# Roman Ingarden
Roman Witold Ingarden (ur. 5 lutego 1893 w Krakowie, zm. 14 czerwca 1970 tamże) – polski filozof, profesor Uniwersytetu Lwowskiego (1925–1944), po wojnie profesor toruńskiego Uniwersytetu Mikołaja Kopernika (1945–1946) i Uniwersytetu Jagiellońskiego (1946–1950 i 1956–1963).

## Życiorys
Syn inżyniera hydrologa Romana Kajetana Ingardena i Witosławy z domu Radwańskiej (1854–1931). W 1911 zdał z odznaczeniem egzamin dojrzałości w C. K. Gimnazjum im. Franciszka Józefa we Lwowie. Studiował filozofię i matematykę we Lwowie i Getyndze. Doktoryzował się u Edmunda Husserla w 1918. W odrodzonej Polsce był profesorem gimnazjów w Lublinie, Warszawie i Toruniu. Habilitację uzyskał w roku 1924, co pozwoliło mu zostać docentem, a od 1933 profesorem Uniwersytetu Jana Kazimierza we Lwowie. W czasie drugiej wojny światowej przebywał głównie we Lwowie, uczestniczył w tajnym nauczaniu i pracował nad swoim głównym dziełem, pt. Spór o istnienie świata. 
Po zakończeniu okupacji niemieckiej wykładał na Uniwersytecie Mikołaja Kopernika w Toruniu, później na Uniwersytecie Jagiellońskim w Krakowie. 
Również po przejściu na emeryturę nadal wiele publikował, brał udział w międzynarodowych kongresach, wygłaszał odczyty w Polsce i za granicą. Był członkiem Polskiej Akademii Umiejętności, członkiem rzeczywistym Polskiej Akademii Nauk (od 1958) oraz wielu zagranicznych towarzystw naukowych. Został pochowany na cmentarzu Rakowickim w Krakowie. Opublikował łącznie 224 prace, pisał głównie po polsku i niemiecku. Wiele jego dzieł doczekało się tłumaczeń na języki obce. Dokonał kilku przekładów na język polski (m.in. Krytyki czystego rozumu Immanuela Kanta). Pozostawił bogatą spuściznę rękopiśmienną.

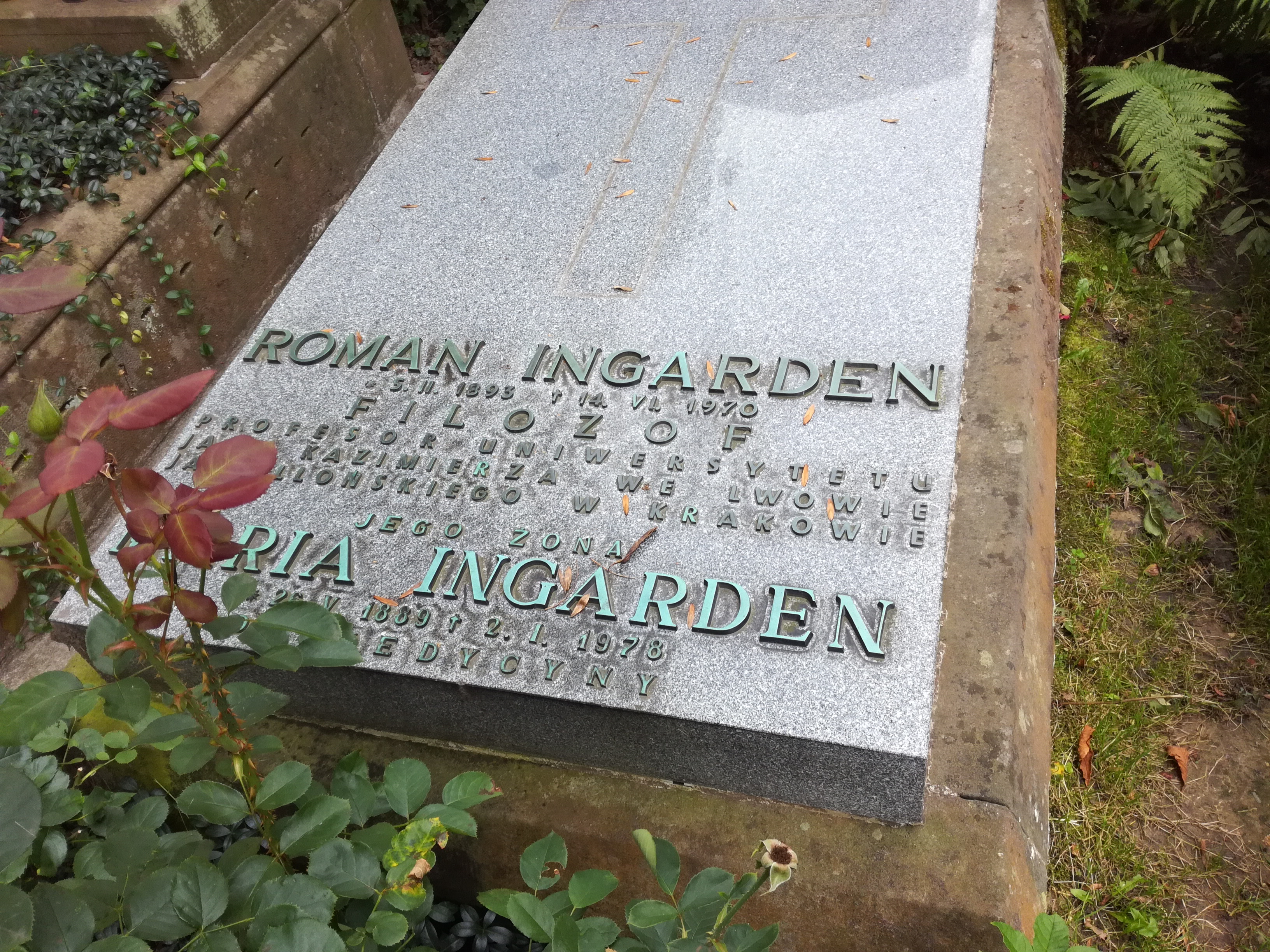
Grób prof. Romana Ingardena na cmentarzu Rakowickim

1 lipca 1919 ożenił się z lekarką Marią Adelą Józefą Pol (1889–1978). Mieli trzech synów: Romana Stanisława (1920–2011), Jerzego Kazimierza (1921–1949) i Janusza Stefana (1923–2005). Korespondował z Edytą Stein, późniejszą świętą.
Został pochowany na cmentarzu Rakowickim w Krakowie (kwatera HB-wsch-gr. Ingardenów).

## Poglądy
Głównym przedmiotem badań Ingardena były zagadnienia z epistemologii, ontologii i estetyki. Był także autorem kilku prac z zakresu aksjologii, antropologii filozoficznej i filozofii języka. Mistrzem i nauczycielem Ingardena był twórca fenomenologii – Edmund Husserl. Badania filozoficzne przeprowadzone przez Ingardena często krytycznie nawiązują do analiz Husserla. Jednak w odróżnieniu od swojego mistrza Ingarden na gruncie epistemologii argumentował za realizmem, a w ontologii, w celu rozstrzygnięcia sporu dotyczącego sposobu istnienia świata danego nam w percepcji, wyróżniał i analizował następujące sposoby istnienia: realny (przedmioty trwające w czasie, procesy, zdarzenia), idealny, intencjonalny i absolutny.

## Główne dzieła
Ingarden publikował po polsku i niemiecku, często zaczynając od tego drugiego języka. Część jego pism wydano pośmiertnie.
- 1921: Intuition und Intellekt bei Henri Bergson,
  - 1963: Intuicja i intelekt u Henryka Bergsona,
- 1925: Essentiale Fragen,
  - 1972: O pytaniach esencjalnych,
- 1931: Das literarische Kunstwerk,
  - 1960: O dziele literackim,
- 1937: O poznawaniu dzieła literackiego,
- 1947: Szkice z filozofii literatury,
- 1957–1970: Studia z estetyki,
  - 1957: t. I,
  - 1958: t. II,
  - 1970: t. III,
- 1970: Über die Verantwortung. Ihre ontischen Fundamente,
  - 1972: O odpowiedzialności i jej podstawach ontycznych,
- 1971: U podstaw teorii poznania,
- 1972: Książeczka o człowieku,
- 1973: Utwór muzyczny i sprawa jego tożsamości,
- 1947–1974: Spór o istnienie świata,
  - 1947: t. I, Ontologia egzystencjalna,
  - 1948: t. II, Ontologia formalna,
    - cz. 1, Forma i istota
    - cz. 2, Świat i świadomość

  - 1974: t. III, Über die kausale Struktur der realen Welt,
    - 1981: O strukturze przyczynowej realnego świata.

Ingarden jest też autorem hasła o Edmundzie Husserlu w Encyklopedii PWN.

## Upamiętnienie
W 1991 ustanowiono w Krakowie ulicę Romana Ingardena.
Uchwałą Sejmu RP VIII kadencji z 13 czerwca 2019 zdecydowano o ustanowieniu roku 2020 Rokiem Romana Ingardena. Patronom roku 2020 poświęcono wydanie specjalne Kroniki Sejmowej.